# Езель-Вікське єпископство
Езель-Вікське єпископство (нім. Bistum Ösel-Wiek; ест. Saare-Lääne piiskopkond) — духовно-феодальне князівство, що існувало в західній, а також острівної частини сучасної республіки Естонія в період 1228–1560 років. Виникло після того як до Балтики переселився Орден мечоносців, з 1237 відомий як Лівонський орден. Приводом до походів німецьких хрестоносців було завоювання і насильницька християнізації місцевих прибалтійських племен (курші, ліви та ін.), основною метою — захоплення землі та колонізція її німецькими поселенцями.

## Історія
Езель-Вікська епископія була проголошена 1 жовтня 1228 року, остаточно оформилася до 1234 року. Верховними керівниками князівства стали німецькі єпископи і наближене до них німецьке духовенство, що експлуатувало місцевих естонських селян. У роки свого розквіту Лівонський орден, Ризьке архієпископство, Курляндское єпископство, Дерптськоє єпископство і Езель-Вікське єпископство утворювали так звану Лівонську конфедерацію п'яти феодальних держав Німецької середньовічної Балтики.

## Єпископи
- 1227 — 1228: Готтфрід, цистеріанець
- 1235 — 1260: Генріх І, домініканець
- 1262 — 1285: Герман І фон Буксгеведен
- 1290 — 1294: Генріх II
- 1294 — 1297: Якоб I
- 1297 — 1307: Конрад I
- 1312 — 1320: Гартунг
- 1332 — 1337: Якоб II
- 1338 — 1362: Генріх II Озенбрюгге
- 1363 — 1374: Конрад II
- 1374 — 1383: Генріх III
- 1385 — 1419: Вінріх фон Кніпроде
- 1420 — 1423: Каспар Шувенфлюг
- 1423 — 1432: Крістіан Кубанд
- 1432 — 1438: Йоганн I Шутте
- 1439 — 1454: Йоганн II Крюель
- 1454 — 1458: Людольф Грове
- 1458 — 1469/1471: Йодок Генштайн
- 1471 — 1491: Петер Ветберг
- 1492 — 1515: Йоганн III Оргас
- 1515 — 1527: Йоганн IV Ківель
- 1527 — 1530: Георг фон Тізенгаузен
- 1532 — 1541: Рейнгольд фон Букгеведен
- 1542 — 1560: Йоганн V фон Мюнхгаузен
- 1560 — 1572: Магнус